# ラオスの文化

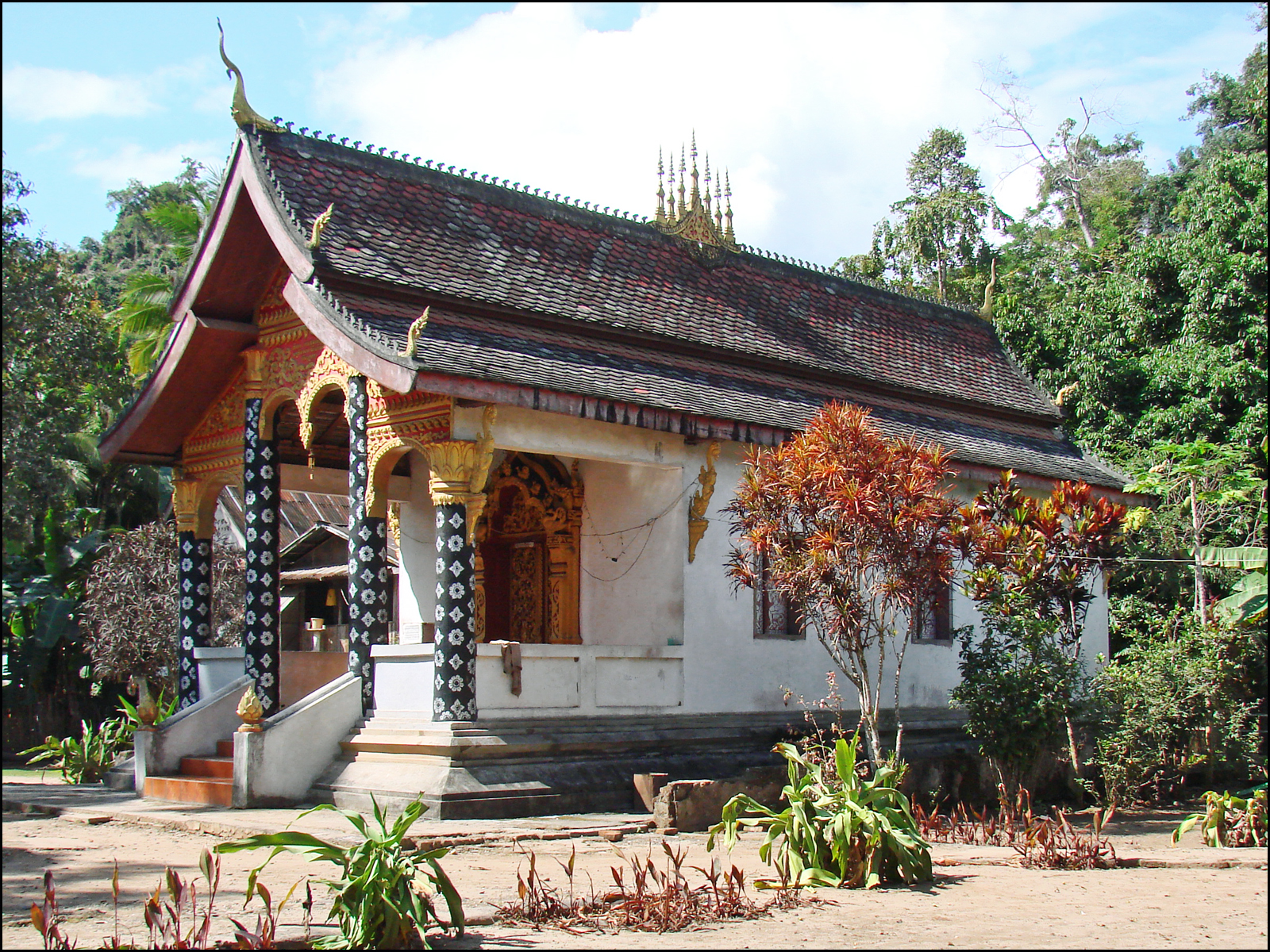
パークウー郡付近の村の寺院

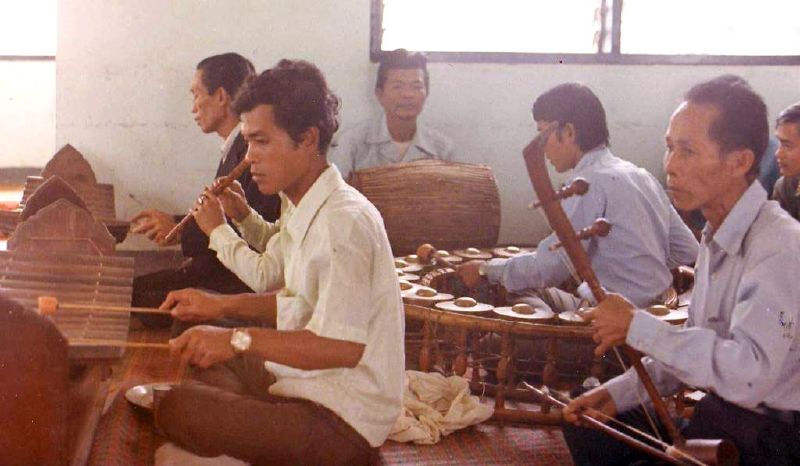
バーシー儀式で演奏を行うラオスの人々、1973年

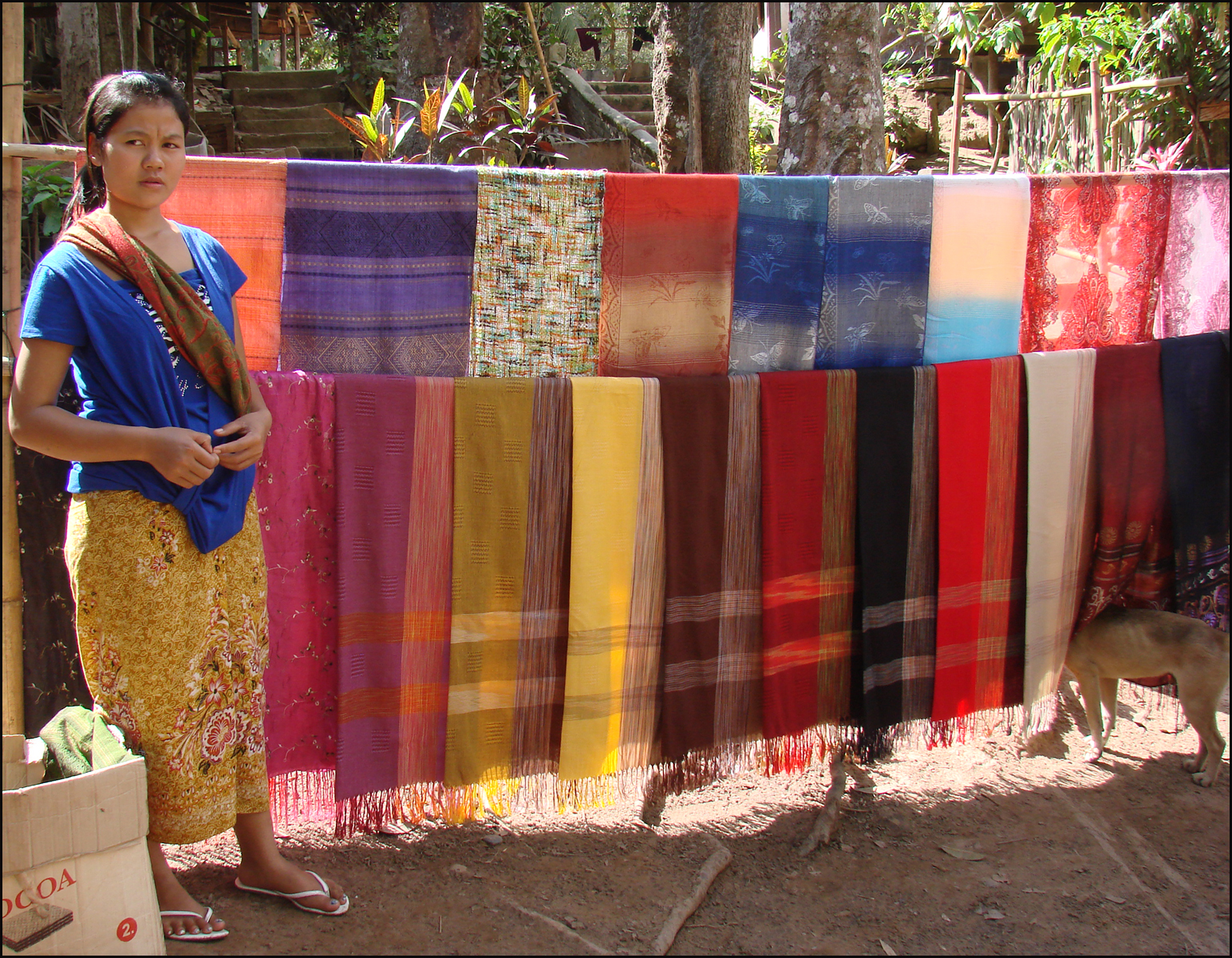
パークウー郡付近の織工

本項目では、ラオスの文化について概説する。

## 仏教
ラオスは独自の文化を持っている。上座部仏教を通して、ラオスはインドや中国から影響を受けている。これらの影響は美術、文学、芸能といった文化同様、ラオスの言語であるラーオ語にも反映されている。
ラオスの人々の生活は生活様式に至るまで仏教の影響を大きく受けている。ラオスの人々は忍耐と受容を教えこまれる。仏教は人々の連帯をつなぐ唯一のものであり、過去法が整備されていなかった時代に、善人であれ、間違ったことに手を染めるなと説いてきた。
ラオスで最も重要とされる祭りは1年に1度行われるブン・パウェートである。この祭りは国全体で行われる2日間の仏教の祭典である。伝統的に、ブン・パウェートは1月もしくは2月に開催される。祭りの期間中、僧侶は布施太子本生経の全章にわたる説法を行う。

## 音楽
ラオスの音楽は国を代表する楽器であるケーン (竹製のフリーリードの一種) で演奏される事が多い。バンドには通常歌い手/ラッパー (モーラム) とケーン奏者 (モーケーン - mor khaen) が含まれており、その他にフィドルなど他の楽器奏者が付く。ラム・サーラヴァンはラオスの音楽で最も人気のあるジャンルだが、タイのラーオ族はモーラムシンと呼ばれるギターやキーボードを用いた現代的なモーラムを演奏し、国際的にも知られている。
古代ラオス文化が最も表現されている場所はシエンクワーン県にあるジャール平原である。

## 言語
ラオスの第一言語はラーオ語であるが、他にラオス国内で話されている言語として少数民族による方言が存在する。ラオ語は「ジャオ (Jao)」や「ドイ (Doi)」のような一般的な丁寧語も含め、何段階もの敬語がある非常に礼儀正しい言語である。
ラオスには著作権法が施行されておらず、これは世界の他のほとんどの国と比較しても特異である。現在、WIPOやTRIPSの合意に基づいた法案が準備されており、2010年に制定されることが期待されていた。現在、WIPO公式サイトによればまだ法案は可決されていない。ラオスにある唯一のIPに関する法律は商標に関するものである。